# Viaducto de Madrid
El viaducto de Madrid es uno de los dos puentes ferroviarios que atraviesan el centro de la villa pontevedresa de Redondela (España), junto con el viaducto de Pontevedra. Fue inaugurado el 30 de junio del año 1876 y estuvo activo durante más de un siglo en la ruta ferroviaria Vigo-Ourense. Uno de sus contratistas se intentó suicidar tirándose desde lo alto del puente debido a que la administración no pagó la obra.

## Historia

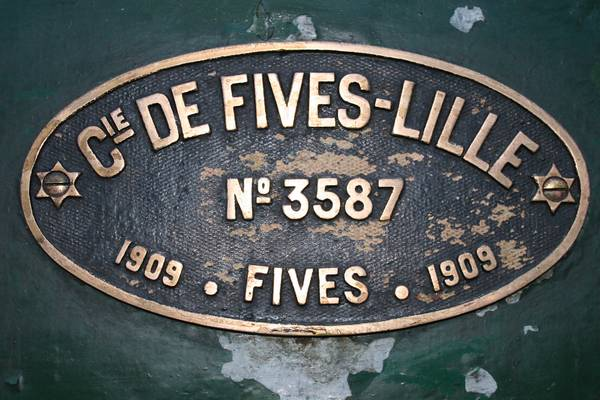
Placa de la compañía Fives-Lille, encargada de la construcción del viaducto.

El Estado español concedió a Galicia una red ferroviaria propia el 12 de mayo de 1863. Sin embargo, no fue hasta trece años después, en 1876, cuando circuló el primer convoy por la ruta Vigo-Ourense.
La orografía del valle en el que está localizada la villa de Redondela hacía necesaria la construcción de un viaducto que salvara la distancia del valle, según la opinión del arquitecto F. Javier Boguerín y su obra Memoria del Trazado: Obras de Arte: Viaductos y túneles. Así, la primera opción en ser barajada fue la construcción de un puente por la parroquia de Saxamonde, mas fue descartada por la orografía. De este modo, aparecieron nuevas limitaciones a superar, como la altura del viaducto, las fuertes pendientes de hasta un 2% y la implantación de un recorrido poco recto, con curvas de hasta 800 metros de radio.
El arquitecto Augusto Cazaux fue el encargado de dirigir la construcción de la obra, y la Compagnie de Fives-Lille fue la empresa francesa responsable del equipamiento tecnológico.
El puente lleva en desuso desde los años 1970. En el año 1978 se abrió un expediente para declararlo Bien de Interés Cultural pero aun no fue resuelto. Le colocaron una malla verde debido a que del puente se desprendían costras de herrumbre y pintura, y pequeñas piezas metálicas. En el año 2012 se inician las labores de rehabilitación de la estructura, que concluyen en 2014 tras dieciocho meses de obras y un presupuesto de 3,8 millones de euros. Se prevé destinarlo a uso peatonal.

## Denominación y autores
La denominación «viaducto de Madrid» es de la década de 1990 y nada tiene que ver con su nombre, pues en origen, el trazado ferroviario solo llegaba hasta Ourense. Se cree que la obra fue realizada por Gustave Eiffel, el ingeniero de la famosa Torre Eiffel de París, pero ni él ni su empresa son responsables de la obra, ya que el proyecto fue ejecutado por Parent Schaken Hovel & Caillet, luego renombrada como Compagnie des Fives Lilles.
En la villa de Redondela está fuertemente extendida la hipótesis de que fue el arquitecto Pedro Floriani quien construyó la obra. Esta creencia surge con la confusión con el arquitecto Pietro Paolo Floriani de la Macerata, maestro italiano discípulo de Gustave Eiffel. Existe, sin embargo, la figura de Pedro Floriani, que se cree que fue un subcontratista de la obra y uno de los mentores de esta.
Después de serle notificado que no cobraría el importe de su obra por motivos técnicos, Pedro Floriani intentó suicidarse, sin embargo fracasó en el intento, aunque quedaría inválido. Los otros financiadores de la obra que tampoco cobraron los cuestes fueron Francisco Buenagua Magulegui, de Marquina (Vizcaya), y Juan Praria Rozaza. Ellos sí consiguieron suicidarse.

## Aspectos técnicos
El viaducto está compuesto por dos tipos de material: hierro y piedra. La idea de emplear madera como material, a pesar de a ser más barata, se descartó por las características meteorológicas de la villa, con precipitaciones abundantes durante casi que todo el año. El rojo del hierro laminado del palastro le proporciona un color característico, y diferente al viaducto de Pontevedra cuyo color es agrisado.
La estructura tiene una altura de 32 m y una longitud de 411 m, de los cuales 255,89 m corresponden a la parte metálica, y el resto a la parte realizada en piedra. Los pilares están compuestos también de piedra, y en su interior están llenados con maderos de pinos, ya que resultaba más económico.